# Проспект Ермака
Проспект Ермака́ — проспект в Новочеркасске, протянувшийся от площади Павлова до Троицкой площади. Назван в честь Ермака Тимофеевича — казачьего атамана, завоевателя Сибири.
Длина проспекта — 2380 м. Пересекает площадь Ермака, улицы Маяковского, Комитетскую, Школьную, Просвещения, Александровскую и Кавказскую. Движение транспорта осуществляется по двум полосам в каждую сторону от Троицкой площади до площади Ермака и далее по одной полосе. На отрезке между площадями Ермака и Троицкой посередине проходит аллея шириной 20 м. Участок от площади Павлова до площади Ермака круто уходит вниз по южному склону Бирючекутской возвышенности, из-за чего четный ряд строений возвышается над дорогой, а нечетный оказывается ниже нее. Тротуары здесь от проезжей части отделены справа тремя-четырьмя рядами деревьев, слева двумя. До Александровской улицы вдоль проезда сохранились пирамидальные тополя. 
По проспекту курсируют автобусы десяти маршрутов и такси четырёх маршрутов. В 1940 году на Ермаковском проспекте началась прокладка путей линии новочеркасского трамвая, однако наступление Великой Отечественной войны вынудило прекратить работы. В 1944 году уложенные рельсы, а также опоры контактной сети были демонтированы и переданы на восстановление трамвая Ростова-на-Дону. В 1950 году строительство возобновились, но маршрут проходил уже по другим улицам.

## Достопримечательности
| Номер дома | Изображение | Описание |
| ---------- | ----------- | --- |
| 16         |             | Жилой дом генерал-майора Ф. И. Шушкова (здание духовного училища) первой половины XIX века. |
| 33         |             | Особняк в стиле модерн c сохранившимся особенным резным рисунком на входной двери, оригинальным козырьком над ней и характерным для этого стиля завершением фасадной стены. |
| 44         |             | Дом Ф.И. Шушкова 1818 года постройки в стиле ампир. Архитектор точно не определён. Это был либо Иероним Руска, либо Карл Пейкор. Центральная трехэтажная часть дома в три окна оформлена подобием портика из четырех трехчетвертных колонн тосканского ордера, стоящих на рустованных выступах первого этажа. Возможно, что архитектурное решение дома позаимствовано в «Собрании фасадов, Его Императорским Величеством высочайше апробированных для частных строений в городах Российской империи». Здание включено в перечень памятников архитектуры и градостроительства областного значения. |
| —          |             | Городской кожно-венерологический диспансер 1924 года постройки. Расположен на месте временного деревянного храма, исполнявшего функции кафедрального Вознесенского собора. |
| —          |             | Новочеркасский Вознесенский кафедральный собор, освящённый в 1905 году. Главный храм Донского казачества. С 2014 года получил статус Патриаршего кафедрального собора Патриарха Московского и всея Руси. |
| № 61       |             | Гостиница квартирно-эксплуатационной части, построенная в середине XIX века. В её уличных фасадах использованы элементы классицизма — пилястры, обрамления окон, сандрики, карниз. С 1869 года здание использовалось как один из корпусов Новочеркасского казачьего училища, занимавшего весь квартал до площади Ермака. |
| № 85А      |             | Дом построен в середине XIX века. Изначально его первый этаж предназначался для магазинов. Второй и третий этажи до революции занимало Общество вспомоществования служащим учреждений Донской области, в советское время его поочередно занимали: Клуб объединенных кооперативов, пищеторг, АО «Светоч» (после пожара). Теперь зал пустует. |
| № 90       |             | Мужская гимназия. Памятник истории и архитектуры Федерального значения. Построена по проекту архитектора А.А. Кампиони в 1875 г. В 2003-2005 годах проведены ремонтно-реставрационные работы. Здание занимает средняя школа №3. |
| № 93А      |             | Художественный салон «Бегемот». Главный фасад наполнен архитектурными и скульптурными декоративными деталями. В здании два зала. Первый небольшой — торговый (для желающих приобрести произведения искусства, а также материалы и инструменты для художников), второй, более просторный, — выставочный. Основную часть его экспозиции составили работы членов городского клуба художников: С. Гайламазова, А. Глущенко, В. Есаулова, К. Сиденина, Н. Шехавцева. |
| № 91       |             | Управление строительства и городского развития и Строительное управление. В доме размещался штаб сводно-конного корпуса 9-й армии под командованием героя гражданской войны Б.М. Думенко. Части корпуса 7 января 1920 года освободили от белогвардейцев Новочеркасск. |
| № 103      |             | Дом работников просвещения. Здание было приобретено в 1903 году на пожертвования работников просвещения и стало первым в России Домом народного учителя. Тут же находилось общежитие для детей иногородних учителей, обучавшихся в учебных заведениях Новочеркасска. В 50-е годы здесь зародились клубы по интересам, получившие повсеместное распространение (например, литературно-краеведческий клуб «Зеленая лампа» при Новочеркасском техникуме пищевой промышленности). |
| № 108      |             | Бывший Войсковой арсенал-цейхгауз. Ныне — гарнизонные мастерские. Здание построено по проекту архитектора Л. Руска в 1820 году и его назначение было выражено не только архитектурными средствами, но и скульптурными деталями, а также пушками, стоявшими перед ним. |